# 诺伊斯莱茵县
诺伊斯莱茵县（Rhein-Kreis Neuss）是德国北莱茵-威斯特法伦州西部的一个县，隶属于杜塞尔多夫府，首府诺伊斯。

## 地理
诺伊斯莱茵县北面与菲尔森县和克雷费尔德市和杜伊斯堡市，东面与杜塞尔多夫市和梅特曼县，南面与科隆市和莱茵-埃尔夫特县，西面与迪伦县、海因斯贝格县和门兴格拉德巴赫市相邻。

## 行政區劃
市镇：
1. 多爾馬根 Dormagen（64335人）
2. 格雷文布羅赫 Grevenbroich（63620人）
3. 興 Jüchen（23337人）
4. 卡爾斯特 Kaarst（43433人）
5. 科申布羅赫 Korschenbroich（33066人）
6. 梅爾布施 Meerbusch（56189人）
7. 諾伊斯 Neuss（153796人）
8. 羅默斯基興 Rommerskirchen（13231人）